# Ганс Йоганнсен
Ганс Йоганнсен (нім. Hans Johannsen; 29 січня 1913 — 5 березня 1961) — німецький інженер підводного флоту, оберлейтенант-інженер крігсмаріне. Кавалер Лицарського хреста Залізного хреста.

## Біографія
В січні 1935 року вступив на службу у ВМФ і в жовтні 1935 року призначений кочегаром на підводний човен U-6. З березня 1936 по квітень 1937 року — кочегар на підводному човні U-3, в квітні-листопаді 1938 року — машиніст на підводному човні U-5. З грудня 1940 по серпень 1942 року — старший машиніст на підводному човні U-96, на якому зробив 9 бойових походів, провівши в морі в цілому 328 днів. З червня 1943 року — головний інженер підводного човна U-802 (4 бойових походи в Північну Атлантику, 254 дні в морі). 11 травня 1945 року човен здалася англійцям в Лох-Еріболлі. В серпні 1945 року звільнений.

## Звання
- Оберкочегар (1 січня 1936)
- Штабскочегар (1 січня 1937)
- Машиніст-мат (1 березня 1938)
- Обермашиніст (1 березня 1940)
- Лейтенант-інженер (1 жовтня 1942)
- Оберлейтенант-інженер (1 жовтня 1943)

## Нагороди
- Медаль «За вислугу років у Вермахті» 4-го класу (4 роки)
- Залізний хрест
  - 2-го класу (20 квітня 1940)
  - 1-го класу (2 березня 1941)
- Нагрудний знак підводника (3 січня 1941)
- Німецький хрест в золоті (17 листопада 1942)
- Фронтова планка підводника в бронзі (13 листопада 1944)
- Лицарський хрест Залізного хреста (31 березня 1945)

## Образ в літературі
Йоганнсен став прообразом старшого механіка Йогана, персонажа роману Лотара-Гюнтера Бухайма «Човен» (Das Boot).